# Horta (Portugal)
Horta ([ˈɔɾtɐ] ⓘ) ist eine Stadt (Cidade) an der Südostküste der zu den Azoren gehörenden Insel Faial. Die Stadt Horta hat 2133 Einwohner (Stand 19. April 2021) und ist Verwaltungssitz des gleichnamigen Kreises (Concelho), der die gesamte Insel mit 14.331 Einwohnern (Stand 19. April 2021) umfasst. Das Kfz-Kennzeichen ist H.

## Bedeutung
Horta ist Sitz der Assembleia Legislativa da Região Autónoma dos Açores, des Regionalparlamentes der Autonomen Region Azoren. Der Yachthafen von Horta ist ein bedeutender Treffpunkt für Weltumsegler, die hier ihre farbigen Erinnerungen an der Kaimauer hinterlassen, eine der bekanntesten Sehenswürdigkeiten. Auch Kreuzfahrtschiffe halten hier regelmäßig.

## Geschichte

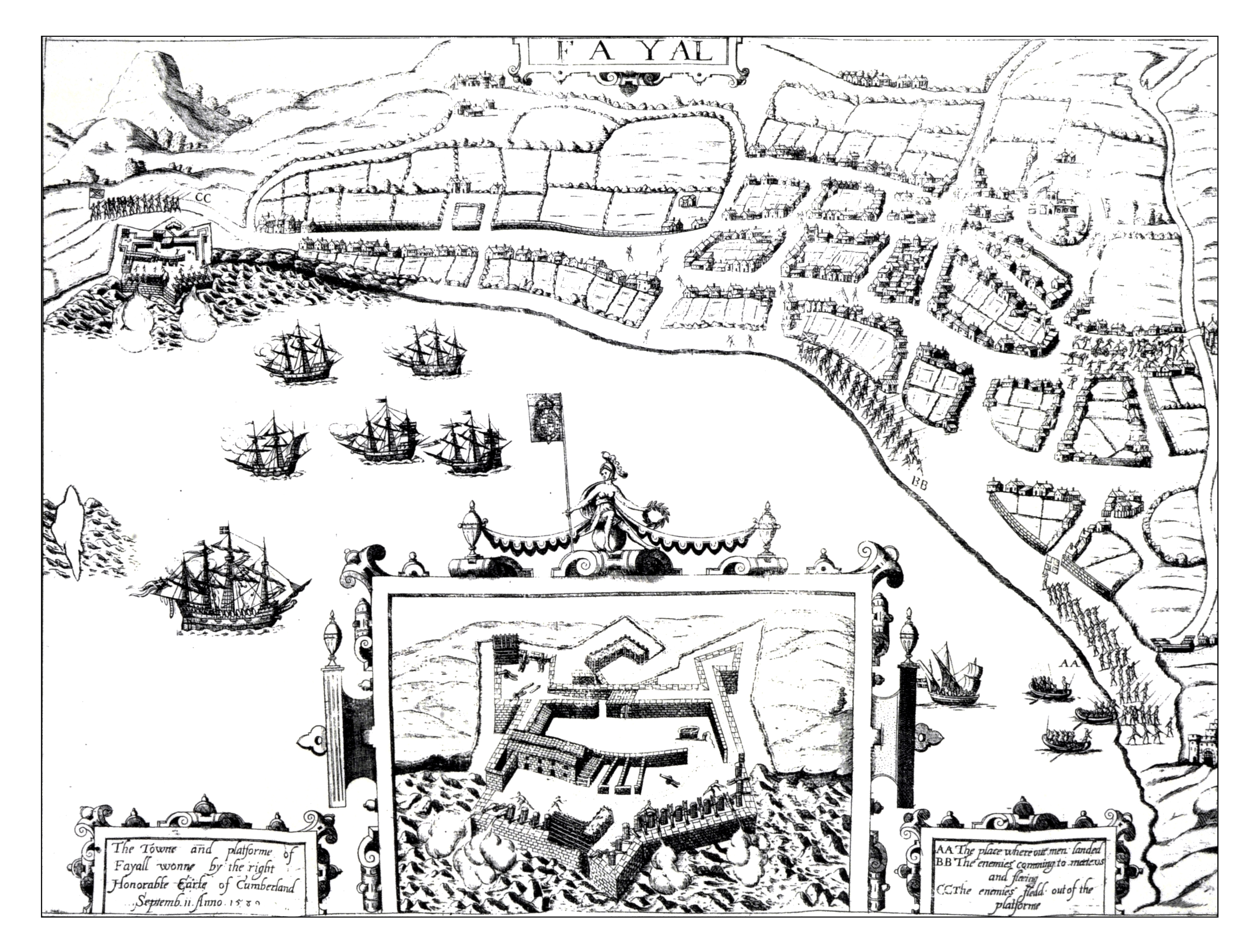
Karte Hortas von George Clifford, 3. Earl of Cumberland (1589)

Nach der 1427 erfolgten Neuentdeckung und der 1439 folgenden Inbesitznahme der unbewohnten Azoren durch die Portugiesen wurde auch die Insel Faial besiedelt. Ab 1466 erhielt der Flame Josse van Huerter die Erlaubnis, hier Ortschaften zu gründen. 1498 verlieh König Manuel I. dem entstandenen Hafenort Horta die Stadtrechte einer Vila, was „Kleinstadt“ bedeutet. Die meisten Einwohner siedelten sich jedoch etwas weiter im Landesinneren im Bereich der heutigen Gemeinde Flamengos an, da dieses Gebiet von der See aus nicht sichtbar war und weniger häufig unter Piratenüberfallen zu leiden hatte. Beispielsweise wurde Horta 1597 von Sir Walter Raleigh angegriffen, gebrandschatzt und geplündert, wobei alle Kirchen und Klöster der Stadt in Brand gesteckt wurden.
Im Verlauf des 17. Jahrhunderts erlangte Horta einigen Stellenwert im Amerikahandel, während zuvor lediglich Angra do Heroísmo von größerer Bedeutung war. Der seit Ende des 18. Jahrhunderts eingeführte Anbau von Orangen und ihr Export insbesondere in die USA steigerten die wirtschaftliche Tätigkeit, bis ein grassierender Schädlingsbefall den Anbau der Frucht Mitte des 19. Jahrhunderts auf den Azoren beendete. Horta erlangte wenig später im Zusammenhang mit der Verlegung von transkontinentalen Seekabeln erneut Bedeutung.
Nach der Erhebung zur Cidade im Jahr 1833 waren die Einrichtung öffentlicher Gehwege ab 1858, die flächendeckende öffentliche Beleuchtung ab 1869, und der Bau des neuen Hafens ab 1876 Zeichen der fortschreitenden Entwicklung. Der Walfang wurde ein wirtschaftlicher Faktor insbesondere Anfang des 20. Jahrhunderts, bis 1984 die professionelle Jagd auf Wale auf den Azoren eingestellt wurde. 1987 wurde letztmals ein Wal erlegt. Als Zwischenhalt für transkontinentalen Schiffsverkehr und insbesondere für Segler ist Horta bis heute bedeutend. Nach dem Schulschiff Schlesien der Kriegsmarine besuchte die Gorch Fock vom 2. Mai bis zum 6. Mai 2025 Horta.
1976 wurde Horta Sitz des Parlaments der Autonomen Region Azoren.

## Klima

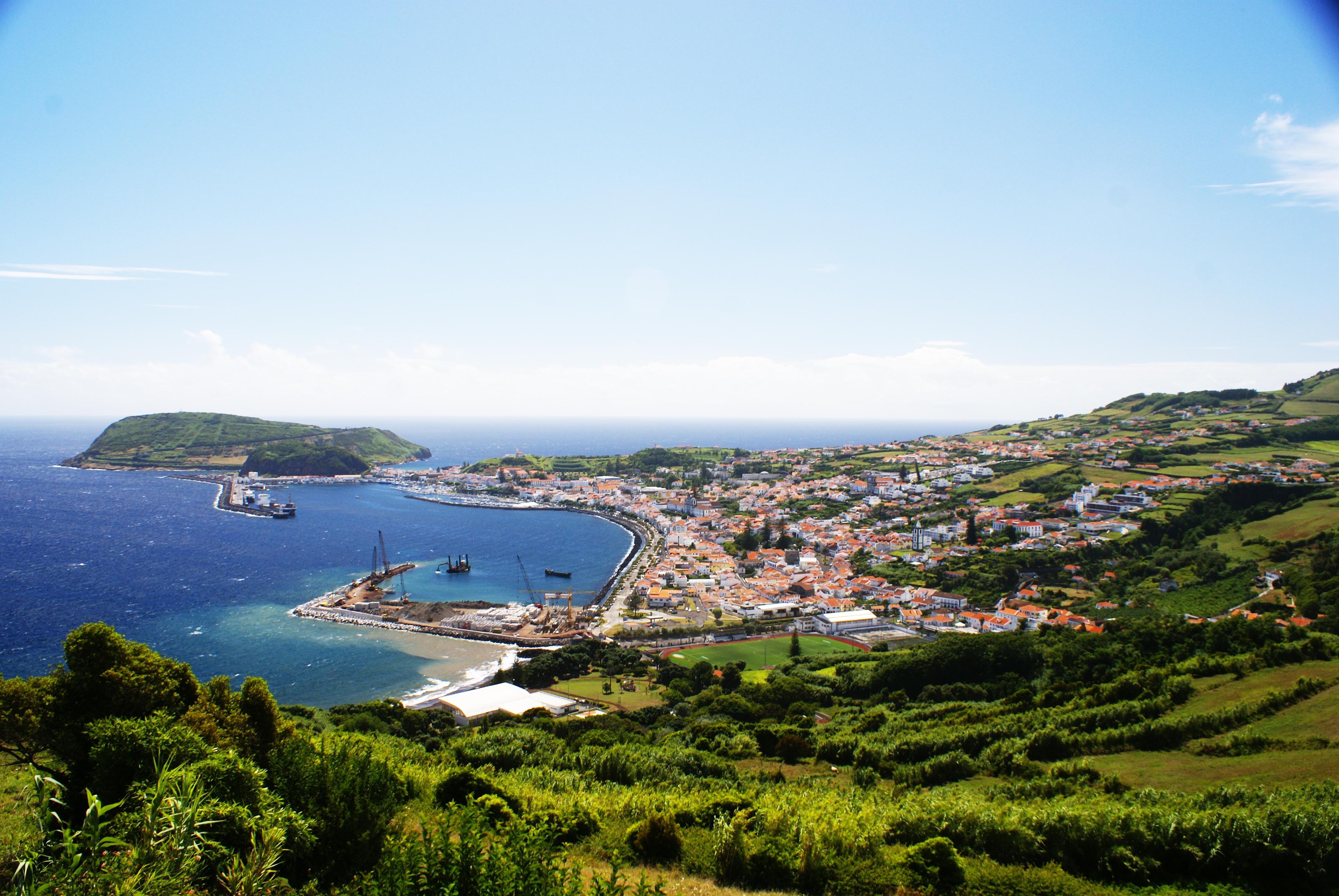
Horta

|                       | Jan  | Feb  | Mär  | Apr  | Mai  | Jun  | Jul  | Aug  | Sep  | Okt  | Nov  | Dez  |   |      |
| Mittl. Tagesmax. (°C) | 16,6 | 16,6 | 16,8 | 17,8 | 19,5 | 22,2 | 24,8 | 26,2 | 24,6 | 21,8 | 19,2 | 17,6 | ⌀ | 20,3 |
| Mittl. Tagesmin. (°C) | 12,2 | 12,0 | 12,8 | 12,6 | 14,0 | 16,5 | 18,4 | 19,5 | 18,6 | 16,6 | 14,6 | 13,3 | ⌀ | 15,1 |
|                       |      |      |      |      |      |      |      |      |      |      |      |      |   |      |
| Niederschlag (mm)     | 112  | 99   | 80   | 62   | 56   | 48   | 35   | 53   | 90   | 106  | 115  | 114  | Σ | 970  |
|                       |      |      |      |      |      |      |      |      |      |      |      |      |   |      |
| Sonnenstunden (h/d)   | 2,8  | 3,5  | 4,0  | 5,0  | 5,7  | 5,9  | 7,5  | 7,6  | 6,4  | 4,7  | 3,5  | 2,7  | ⌀ | 4,9  |
|                       |      |      |      |      |      |      |      |      |      |      |      |      |   |      |
| Regentage (d)         | 13   | 13   | 12   | 9    | 9    | 6    | 6    | 7    | 10   | 12   | 14   | 13   | Σ | 124  |
|                       |      |      |      |      |      |      |      |      |      |      |      |      |   |      |
| Luftfeuchtigkeit (%)  | 78   | 78   | 77   | 76   | 79   | 80   | 78   | 78   | 78   | 78   | 79   | 78   | ⌀ | 78,1 |

| 12,2 |

| 12,0 |

| 12,8 |

| 12,6 |

| 14,0 |

| 16,5 |

| 18,4 |

| 19,5 |

| 18,6 |

| 16,6 |

| 14,6 |

| 13,3 |

| 12,2 |

| 12,0 |

| 12,8 |

| 12,6 |

| 14,0 |

| 16,5 |

| 18,4 |

| 19,5 |

| 18,6 |

| 16,6 |

| 14,6 |

| 13,3 |

## Verwaltung des Kreises Horta
Der Kreis (Concelho) von Horta umfasst die gesamte Insel Faial. Er setzt sich aus 13 Gemeinden (Freguesias) zusammen:

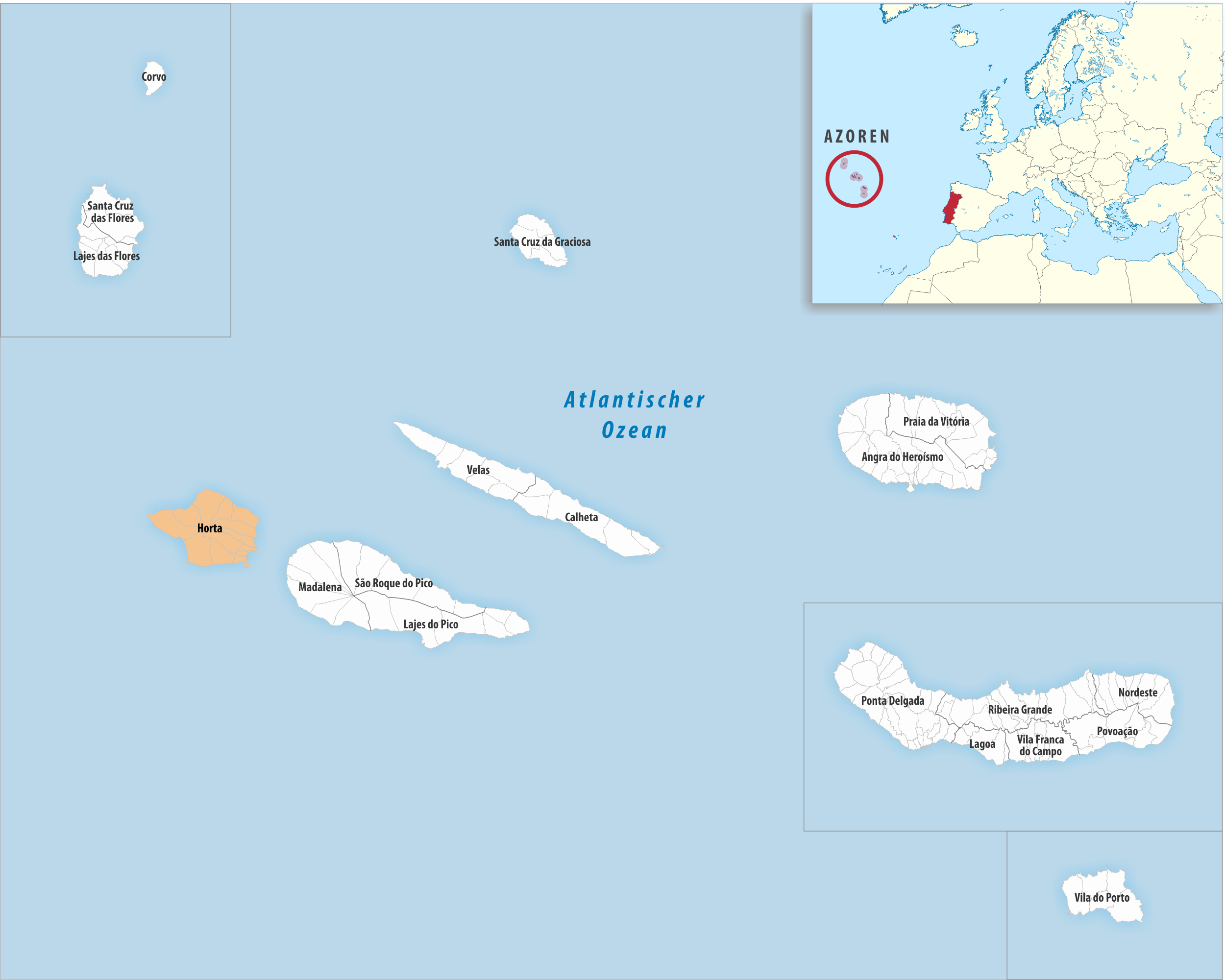
Kreis Horta

| Gemeinde            | Einwohner (2021) | Fläche km² | Dichte Einw./km² | LAU- Code |
| ------------------- | ---------------- | ---------- | ---------------- | --------- |
| Angústias           | 2.133            | 3,79       | 563              | 470106    |
| Capelo              | 528              | 26,64      | 20               | 470101    |
| Castelo Branco      | 1.258            | 23,91      | 53               | 470102    |
| Cedros              | 872              | 24,54      | 36               | 470103    |
| Conceição           | 1.047            | 3,08       | 339              | 470107    |
| Feteira             | 1.776            | 14,46      | 123              | 470104    |
| Flamengos           | 1.561            | 14,62      | 107              | 470105    |
| Matriz              | 2.435            | 1,81       | 1.346            | 470108    |
| Pedro Miguel        | 737              | 14,48      | 51               | 470109    |
| Praia do Almoxarife | 969              | 9,20       | 105              | 470110    |
| Praia do Norte      | 257              | 13,85      | 19               | 470111    |
| Ribeirinha          | 404              | 12,26      | 33               | 470112    |
| Salão               | 354              | 10,40      | 34               | 470113    |
| Kreis Horta         | 14.331           | 173,04     | 83               | 4701      |

### Bevölkerungsentwicklung
| Einwohnerzahl im Kreis Horta (1849–2011) |        |        |        |        |        |        |        |        |        |
| Jahr                                     | 1849   | 1900   | 1930   | 1960   | 1981   | 1991   | 2001   | 2004   | 2011   |
| Einwohner                                | 24.763 | 22.075 | 21.510 | 20.281 | 15.489 | 14.920 | 15.063 | 15.224 | 14.994 |

Mitte des 20. Jahrhunderts setzten einige starke Auswanderungswellen ein, insbesondere in die USA, aber auch nach Brasilien und Venezuela. Zudem ließ die wie in ganz Portugal niedrige Geburtenrate die Einwohnerzahl seither nicht wieder steigen.

### Kommunaler Feiertag
- 24. Juni

### Städtepartnerschaften
- New Bedford, Vereinigte Staaten (seit 1993)
- Fremont, Vereinigte Staaten (seit 1993)
- Santa Cruz auf Madeira, Portugal (seit 1993)[7]

## Architektur

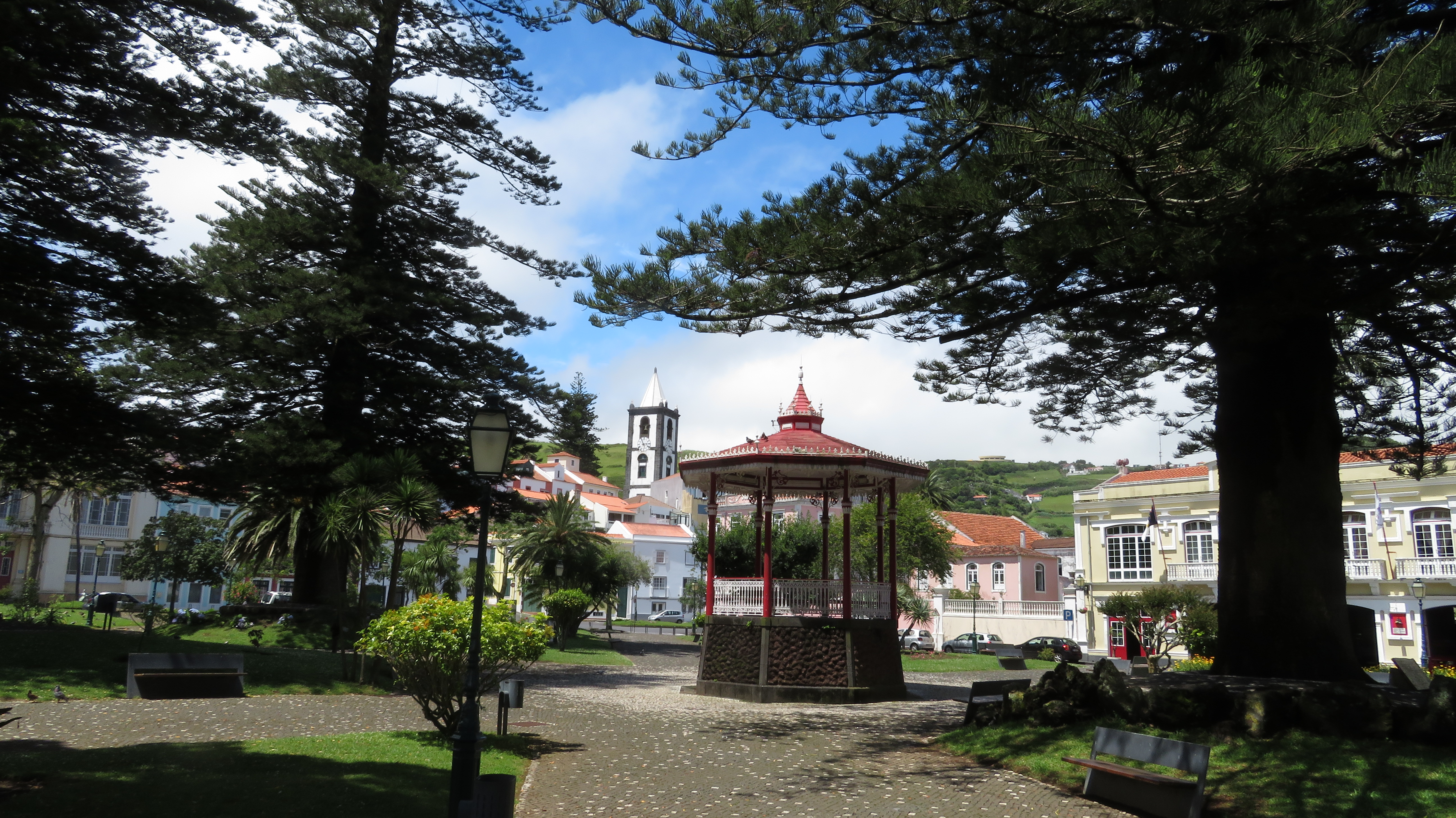
Praça da República

Die heutige Praça da República ist der Mittelpunkt des im 15. Jahrhundert entstandenen, ältesten Teiles der Stadt, der „Vila Velha“ genannt wird. Er wird begrenzt von dem kleinen Fluss Ribeira da Conceição, dem nördlichen Teil der Küstenstraße Avenida Marginal, dem Platz Largo do Bispo D. Alexandre sowie der Rua José Fialho. Nach dem Erdbeben von 1926, dem die Hälfte der Gebäude Hortas zum Opfer fiel, wurden viele Gebäude im Art-déco-Stil wieder aufgebaut, z. B. die Feuerwache an der Nordseite des Platzes. Die 1841 unter anderem aus Steinen der abgebrochenen Pfarrkirche Igreja Nossa Senhora da Conceição erbaute Markthalle (Mercado municipal) an der Südseite des Platzes wurde 1998 renoviert. In der nahe gelegenen Rua Serpa Pinto ist ein aus Basalt erbautes Wohnhaus (Nr. 26) aus der Zeit der Gründung der Stadt erhalten. Das Theater Teatro Faialense wurde 1916 im Art-déco-Stil an Stelle eines Vorgängerbaues von 1856 errichtet, der das erste Theater der gesamten Azoren war. Weitere Gebäude im Art-déco-Stil stehen in der Rua Conselheiro Medeiros. An der Parkanlage Jardim Florêncio Terra erhebt sich der zu Beginn des 18. Jahrhunderts erbaute und bei dem Erdbeben von 1998 erheblich beschädigte Uhrturm Torre do Relógio, der letzte Rest der 1841 wegen Baufälligkeit abgerissenen Kirche Igreja Nossa Senhora da Conceição, der ursprünglichen Pfarrkirche der Stadt. Die heutige Igreja Nossa Senhora da Conceição am Ufer des kleinen Flusses Ribeira da Conceição im Norden des ältesten Stadtteiles wurde bereits im 15. Jahrhundert erbaut, jedoch 1597 bei dem Überfall Sir Walter Raleighs auf Horta in Brand gesteckt und brannte vollständig nieder. Nach dem Wiederaufbau 1607 wurde sie 1749 erheblich vergrößert und in ein dreischiffiges Kirchengebäude umgebaut. Bei dem Erdbeben von 1926 wurde sie stark beschädigt und 1941 in der heutigen Form verkleinert wieder aufgebaut. Auch bei dem Erdbeben von 1998 erlitt die Kirche erhebliche Schäden, nach deren Behebung sie im Mai 2002 wieder geöffnet wurde.
Mit dem Bau der heutigen Pfarrkirche Igreja do Santíssimo Salvador, einer einschiffigen Kirche mit drei Seitenkapellen, wurde 1680 im Stil des Barock begonnen. Neben ihr wurde 1719 das Jesuitenkolleg gebaut, und sie diente anfangs ausschließlich als Klosterkirche der Jesuiten. Nachdem die ursprüngliche Pfarrkirche der Stadt, die Igreja Nossa Senhora da Conceição baufällig geworden war, wurde die Kirche 1825 zur Pfarrkirche Hortas erhoben. Bei dem Erdbeben von 1926 wurde sie stark beschädigt und zu Beginn der 1990er Jahre restauriert, das Beben von 1998 überstand sie jedoch fast unversehrt. Die Gebäude des angrenzenden ehemaligen Jesuitenkollegs beherbergen heute die Stadtverwaltung von Horta.
Die Festung Santa Cruz wurde 1597 zum Schutz der Stadt vor Piratenüberfällen erbaut, verfiel jedoch nach 1640 immer mehr und wurde ab 1847 schrittweise renoviert. In der Rua José Azevedo steht die kleine Heilig-Geist-Kapelle Império do Espírito da Infância mit der außen sichtbaren Jahreszahl 1918.
In Horta steht die älteste Heilig-Geist-Kapelle der Azoren: Der zur Erinnerung an den Vulkanausbruch von 1672 im Stil des Barock erbaute Império dos Nobres wurde 1759 vollendet.

## Parks und Grünanlagen

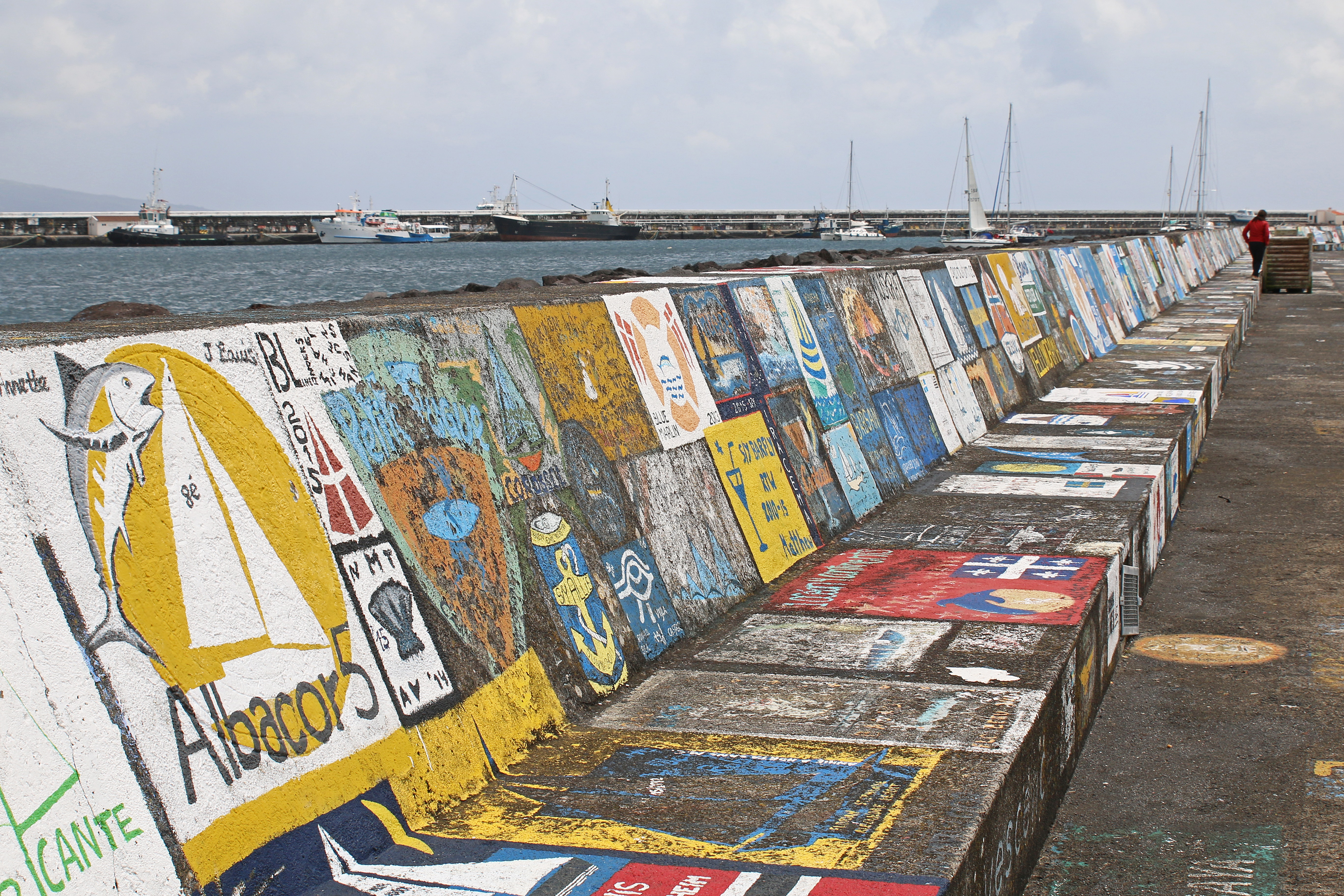
Hafenmole von Horta – die Gemälde stammen von Seglern, die den Atlantik überqueren und sich hier verewigen

Die dicht bebaute Innenstadt Hortas wird durch Grünanlagen aufgelockert, von denen der 1857 angelegte Jardim Florêncio Terra eine der ältesten ist. Ursprünglich wurde der Park, in dem mehrere Drachenbäume angepflanzt wurden, lediglich „Jardim Público“ genannt, was „Öffentlicher Park“ bedeutet. 1964 wurde er nach dem aus Horta stammenden Schriftsteller Florêncio Terra (1858–1941) umbenannt. Im Park wurde ein Teich mit einer künstlichen Insel angelegt. Auf ihr errichtete man 1883 einen Pavillon, der von vier Statuen umgeben ist, die die vier Jahreszeiten symbolisieren.
Auf der von Gebäuden im Art-déco-Stil umgebenen Praça da República wurde ab 1903 im romantisierenden Stil des 19. Jahrhunderts ein Park mit Araukarien und einem Pavillon angelegt. Auch hier entstand ein Teich in einer unregelmäßigen Form mit Buchten, bei dessen Anlage Lavablöcke Verwendung fanden.
Die Fläche, die heute der langgestreckte und begrünte Platz Praça do Infante einnimmt, wurde im 19. Jahrhundert dem Meer nach dem Bau der Kaimauer abgerungen. Gegen Ende des 19. Jahrhunderts wurde der bis 1897 „Largo do Infante“ genannte Platz bepflanzt, und noch heute stehen hier einige der damals gepflanzten Palmen. Der Platz erhielt seine heutige Größe und Ausdehnung nach dem Erdbeben von 1926, bei dem mehrere Gebäude um ihn herum zerstört wurden. 1960 wurde auf dem Platz ein Denkmal für Heinrich den Seefahrer errichtet, auf den sich der Name des Platzes bezieht. Auch an diesem Platz erheben sich mehrere Gebäude im Art-déco-Stil, die nach dem Erdbeben von 1926 entstanden.
In Flamengos wurde 1986 ein Botanischer Garten mit einer Größe von 8.000 m² angelegt.

### Kommunaler Feiertag
- 24. Juni

### Städtepartnerschaften
- Vereinigte Staaten: New Bedford (Massachusetts)
- Portugal: Santa Cruz (Madeira)
- Vereinigte Staaten: Fremont (Kalifornien)[19]
- Brasilien: Porto Alegre[20]

## Verkehr

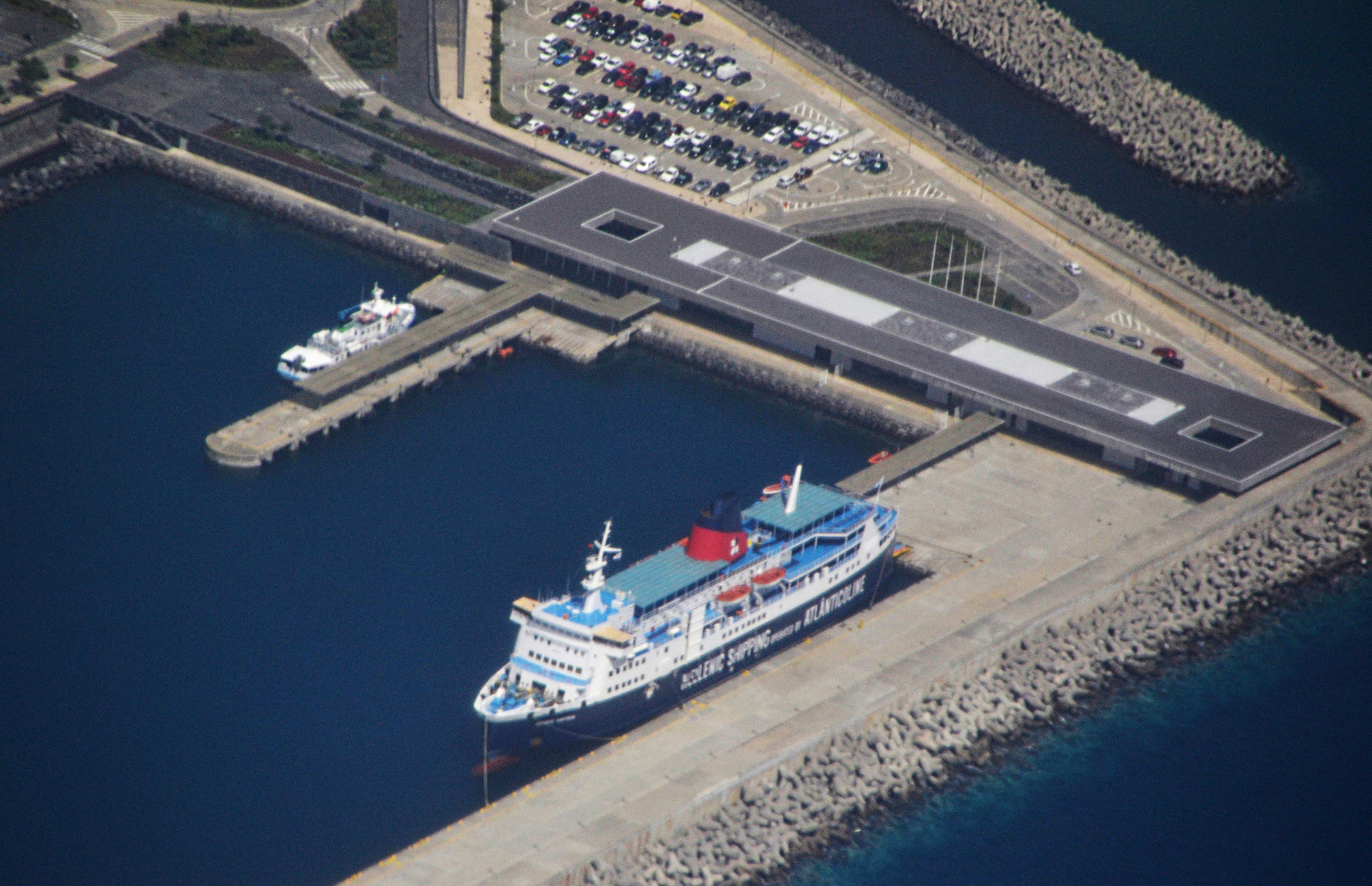
Passagierhafen von Horta

Von Bedeutung ist der Hafen von Horta, insbesondere für Segler. Fährverkehr zu den Inseln Pico und São Jorge wird betrieben.
Der 1971 errichtete und 2001 umgestaltete Flughafen Horta wickelt regelmäßige Verbindungen zu anderen Inseln und dem portugiesischen Festland ab. Saisonal wird auch internationaler Charterverkehr betrieben.
Neben der individuellen Lösung Mietwagen existiert auf der Insel auch ein Öffentlicher Personennahverkehr. Im Stadtgebiet von Horta stellen Minibuslinien und Taxis die öffentliche Mobilität sicher, während Buslinien alle größeren Ortschaften der Insel verbinden.
Die Hauptstraße EN 1-1a umrundet die Insel, die Varianten EN 1-2a und EN 2-2a zweigen von ihr ins Inselinnere ab. Nebenstraßen verbinden alle weiteren Ortschaften.

## Sehenswürdigkeiten
In Horta befindet sich das Institut für Meereskunde der 1976 gegründeten Universität der Azoren. Das Gebäude wurde 1901 erbaut und diente ursprünglich als Krankenhaus.

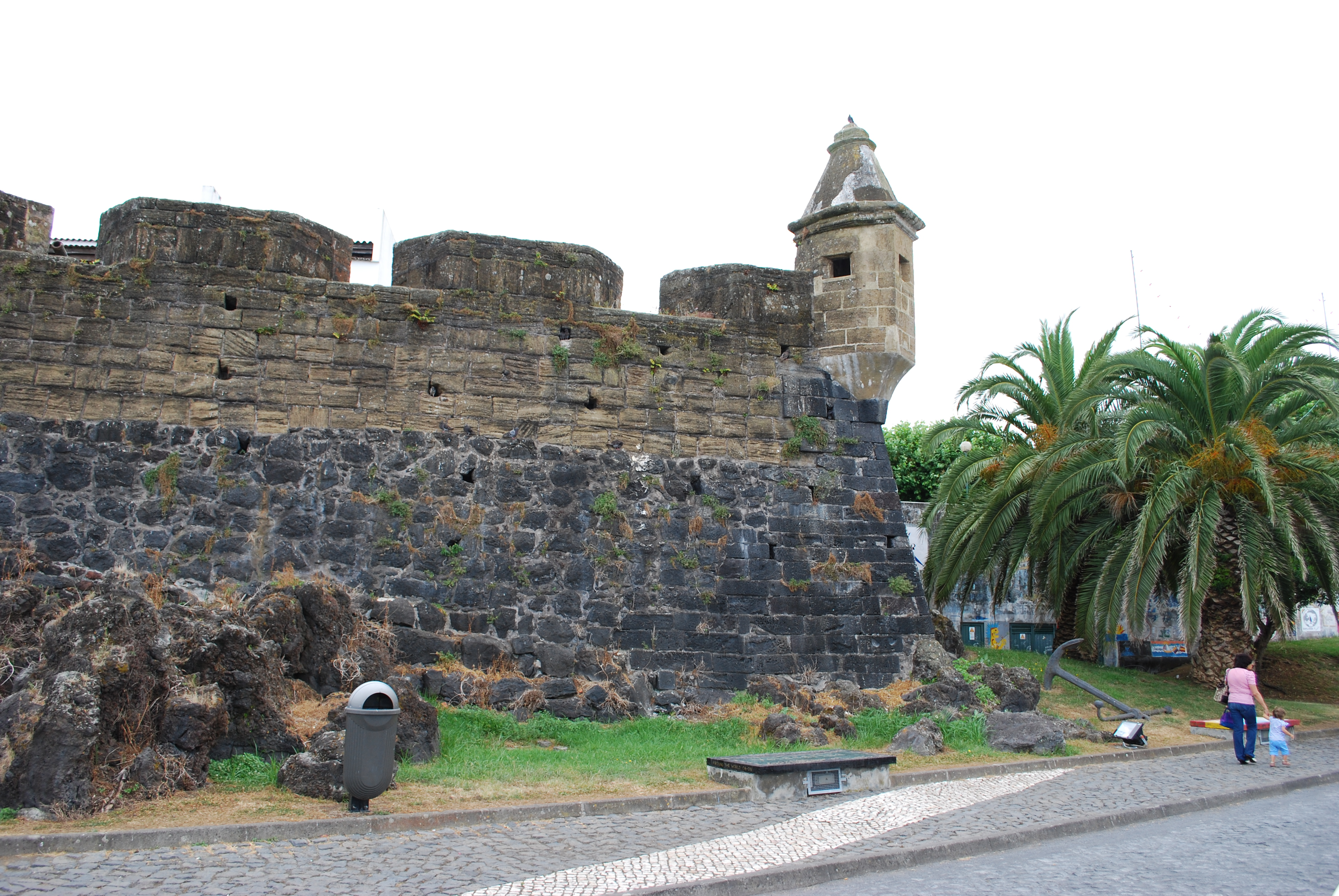
Festung Santa Cruz
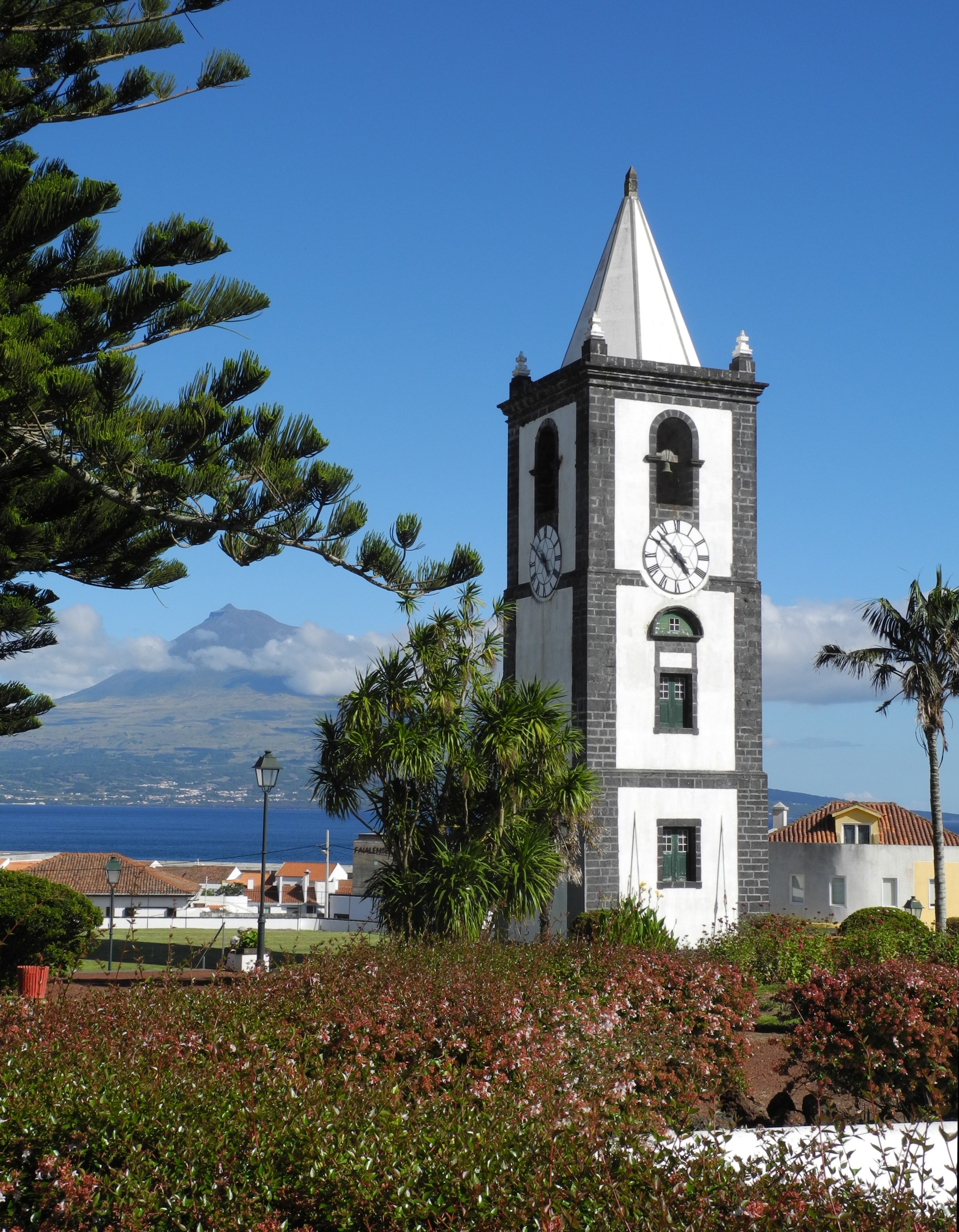
Torre do Relógio
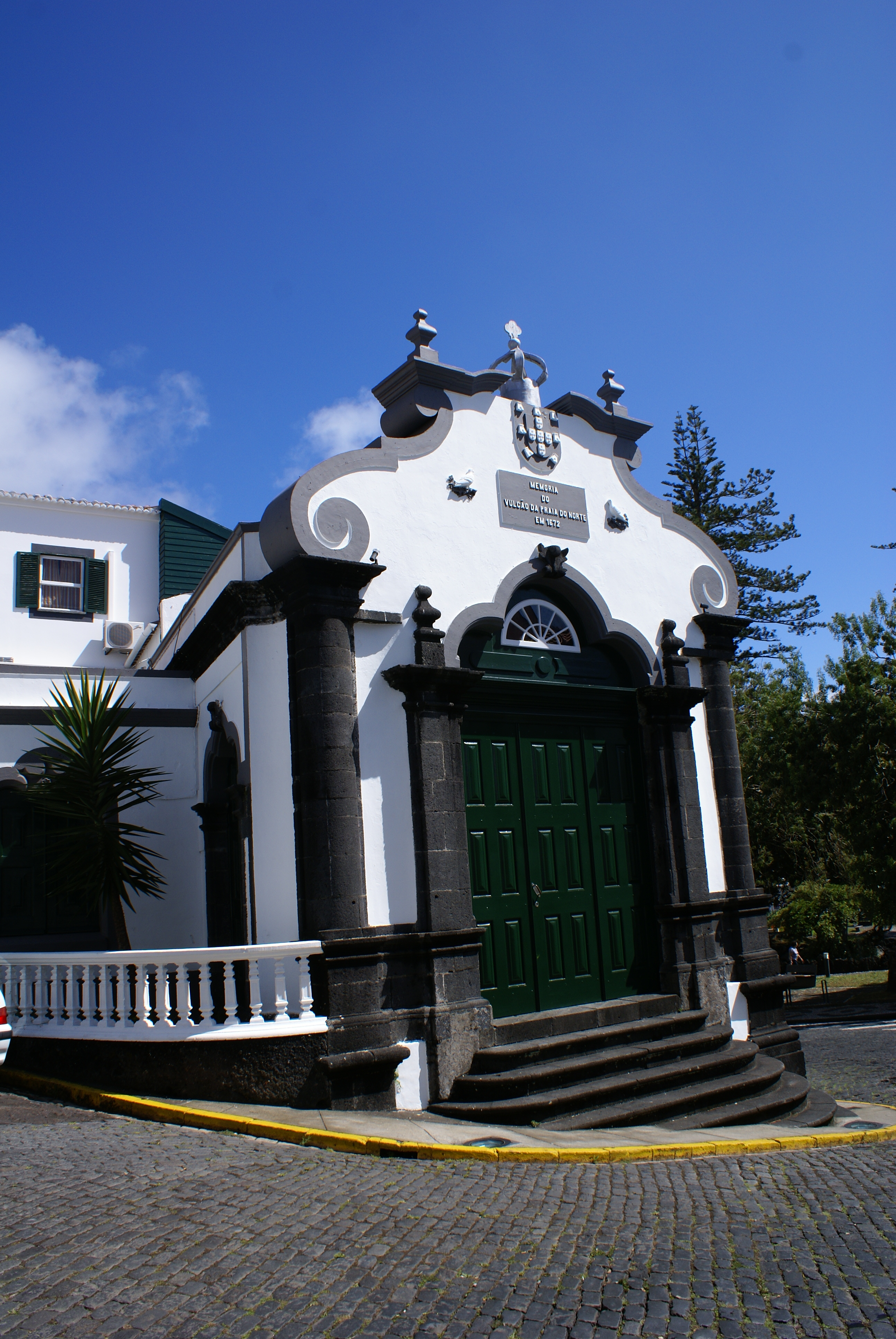
Império dos Nobres
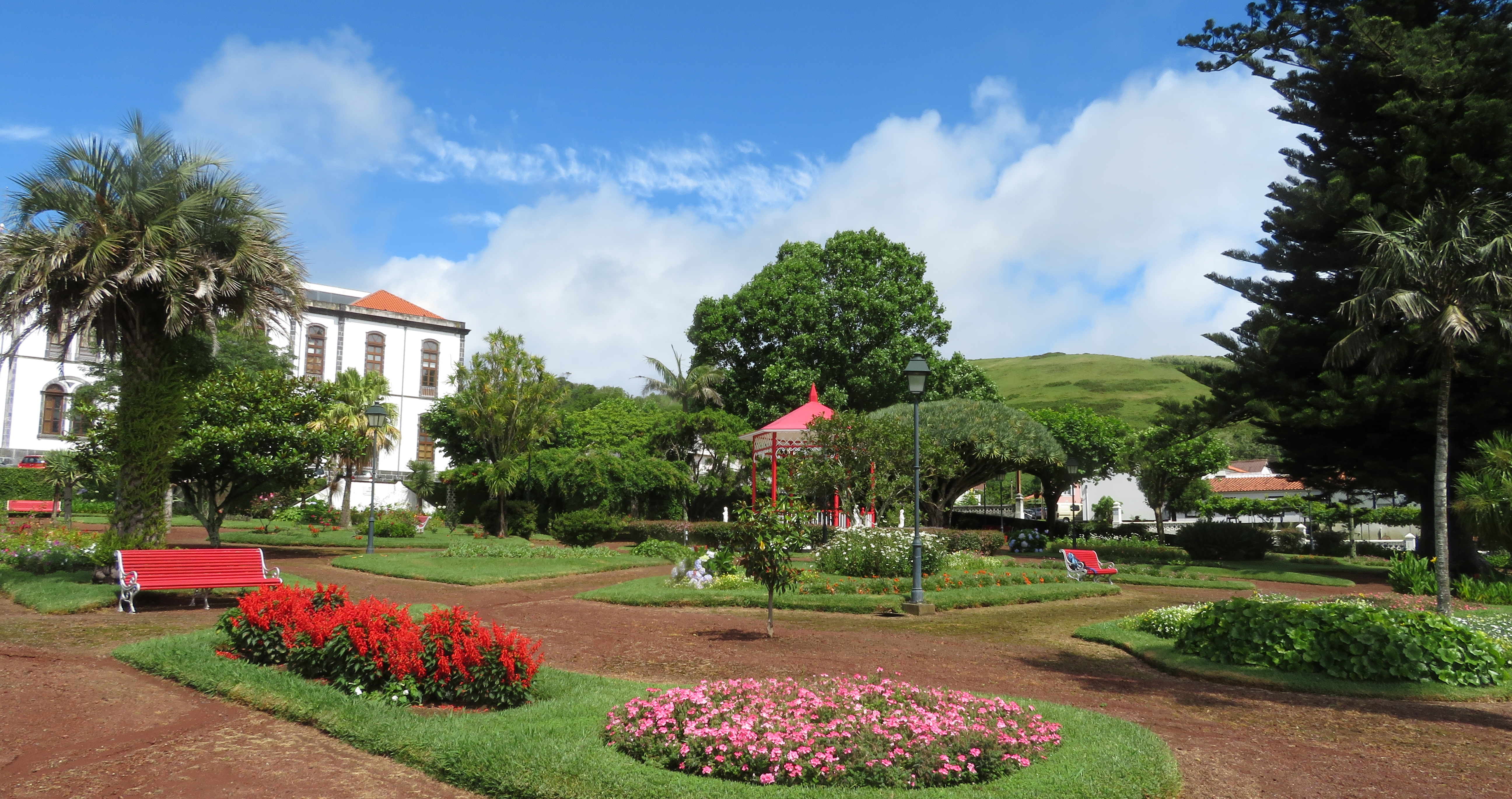
Jardim Florêncio Terra
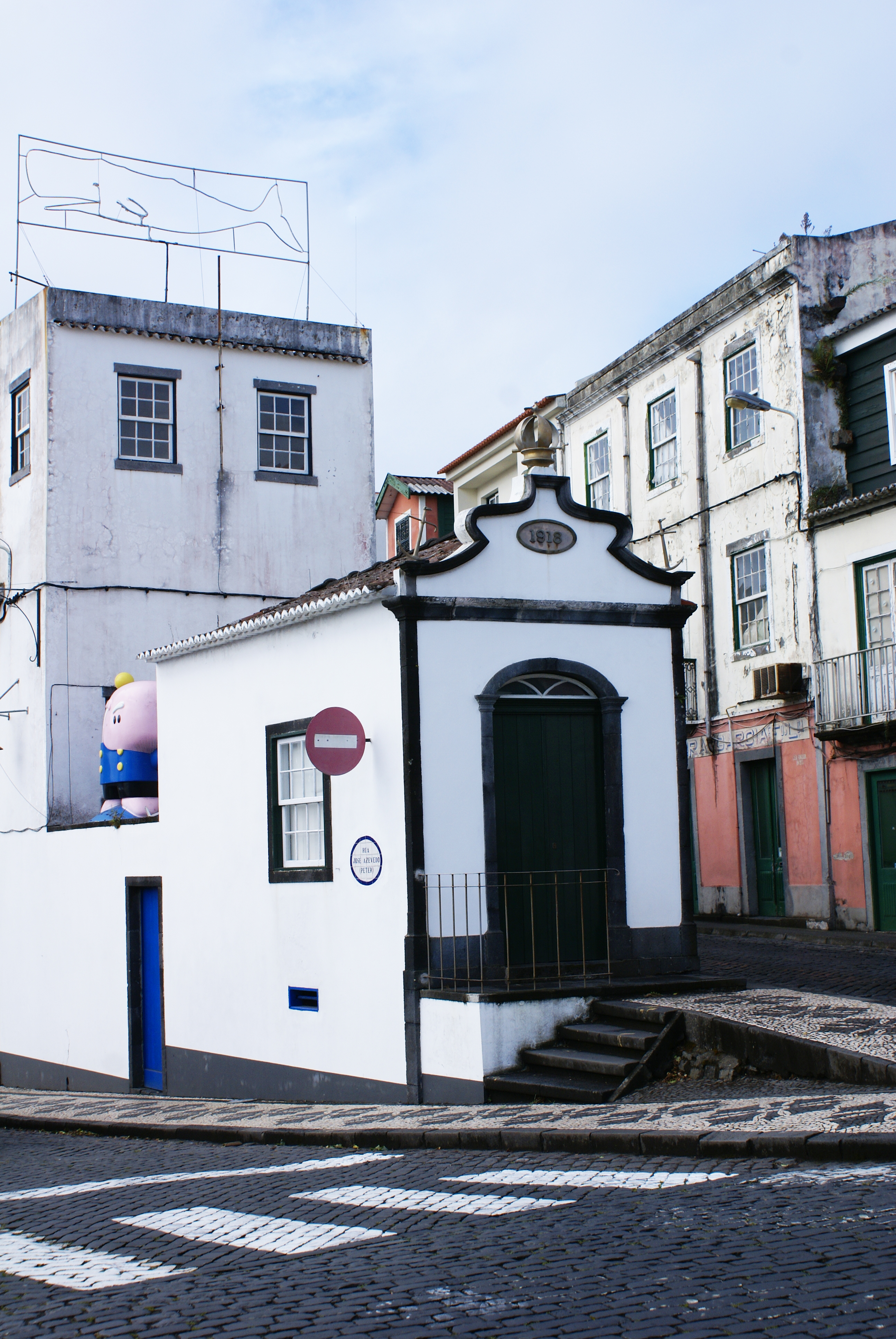
Império do Espírito da Infância
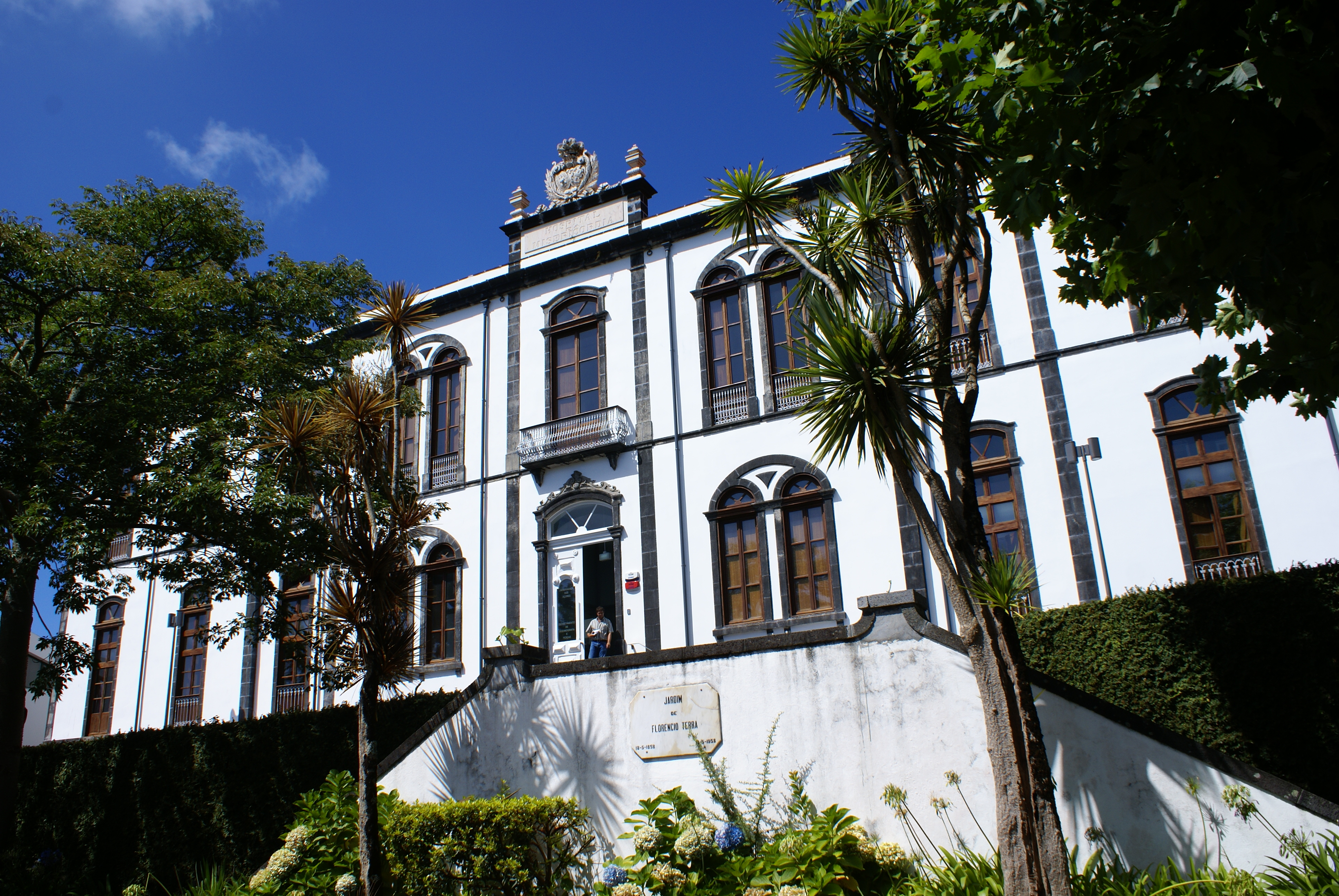
Institut für Ozeanografie

## Söhne und Töchter der Stadt
- António Taveira da Neiva Brum da Silveira (1706–1775), Erzbischof von Goa
- Alexandre da Sagrada Família (1737–1818), Bischof von Angra
- António José de Ávila (1806–1881), Politiker, mehrmaliger Regierungschef
- António Lourenço da Silveira Macedo (1818–1891), Historiker und Politiker
- Adam Lindsay Gordon (1833–1870), australischer Nationaldichter
- Manuel Alves Guerra (1834–1910), Diplomat und Politiker
- João José da Graça (1836–1893), Jurist und Politiker, erster Zeitungsverleger der Insel
- Manuel José de Arriaga (1840–1917), Jurist, Schriftsteller, Rektor der Universität Coimbra, erster Präsident der Republik Portugal
- António Emílio Severino de Avelar (1843–1915), Arzt und Politiker
- José de Arriaga (1844–1921), Historiker und Schriftsteller, Bruder des Manuel de Arriaga
- José Curry da Câmara Cabral (1844–1920), Arzt und Forscher
- Florêncio Terra (1858–1941), Autor, Publizist und Pädagoge
- Manuel Goulart de Medeiros (1861–1947), Militär und Politiker, republikanischer Minister
- António Ferreira de Serpa (1865–1939), Genealoge und Historiker
- Eduíno Rocha (1866–1910), Chirurg und Unternehmer
- José Osório Goulart (1868–1960), Schriftsteller
- Feliciano António da Silva Leal (1876–1961), Militär und Kolonialverwalter in Mosambik
- Augusto Cid (* 1941), Karikaturist und Illustrator
- Jácome Augusto Paim de Bruges Bettencourt (* 1946), Schriftsteller
- Teresa Madruga (* 1953), Schauspielerin
- Ângela Almeida (* 1959), Schriftstellerin und Wissenschaftlerin
- Luís Paulo Alves (* 1961), Politiker
- Iuri Medeiros (* 1994), Fußballspieler

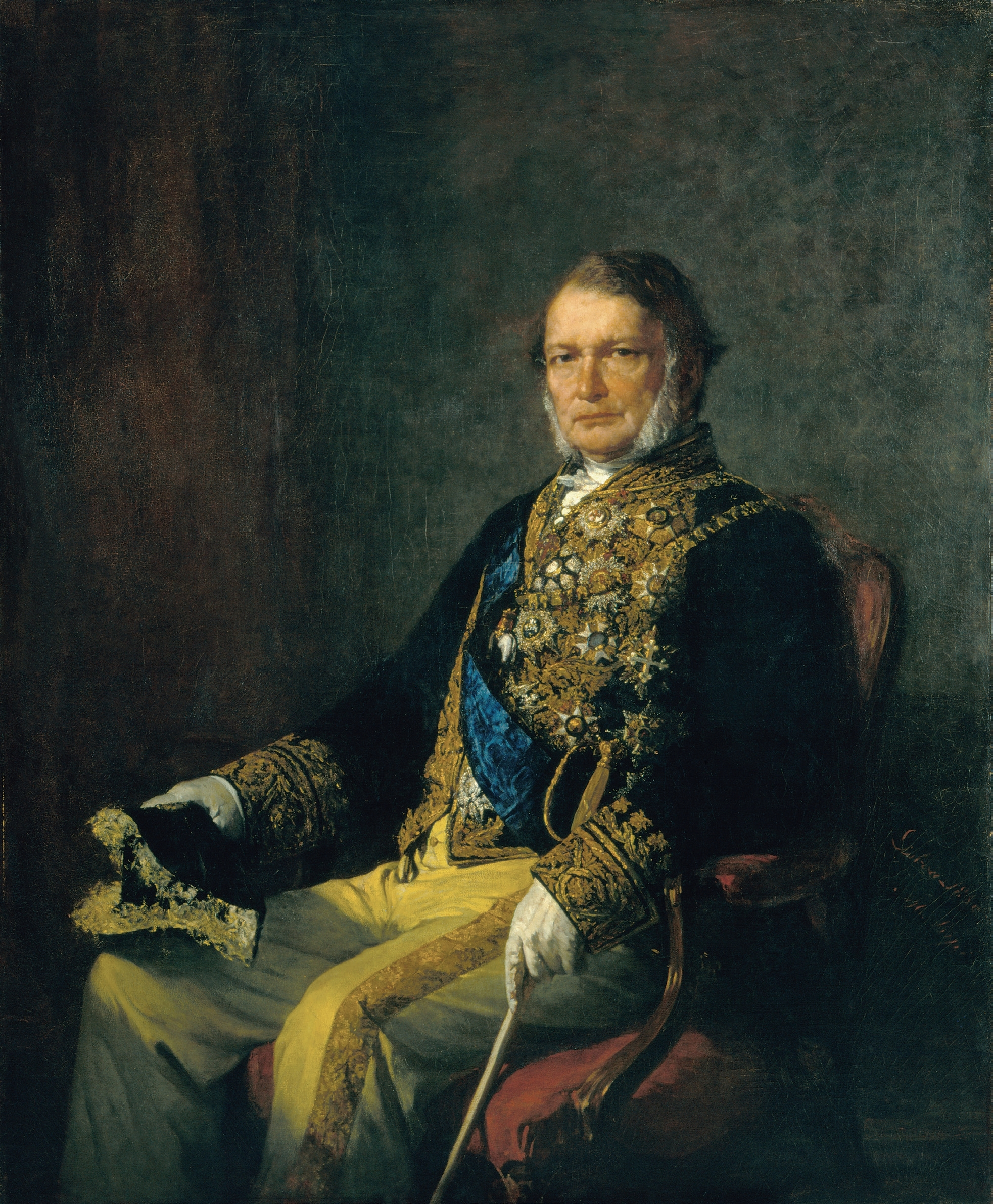
António José de Ávila
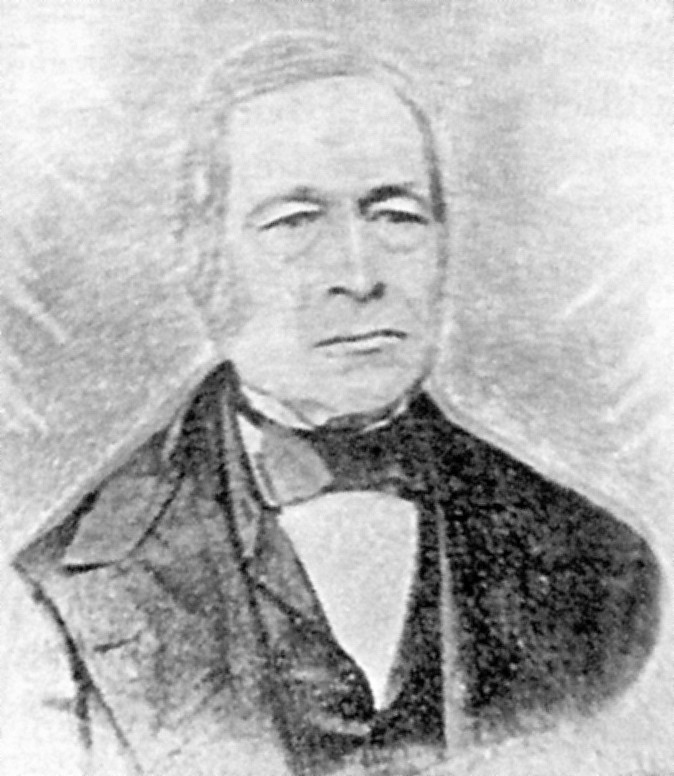
Antonio Lourenço da Silveira de Macedo
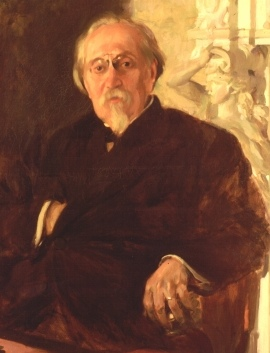
Manuel José de Arriaga, erster Präsident der Republik Portugal
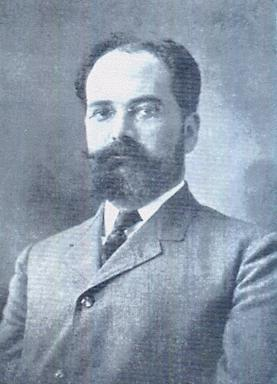
Eduíno Rocha
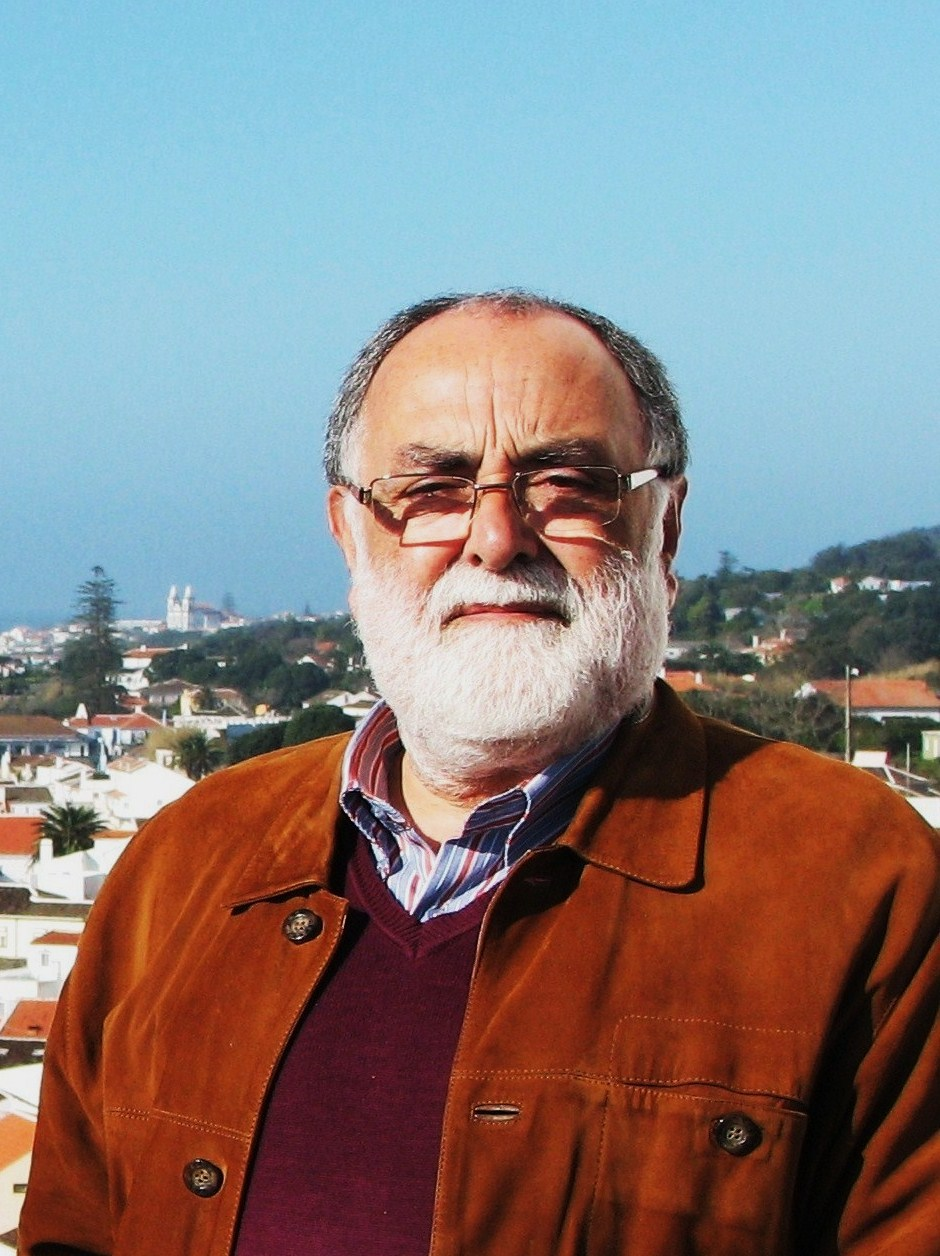
Jácome Augusto Paim de Bruges Bettencourt